# A chi si ama veramente
A chi si ama veramente è il ventisettesimo album pubblicato nel 2004 da Gianni Morandi.

## Tracce
1. Solo chi si ama veramente (Bracco Di Graci) - 3:59
2. Al primo sguardo (Gaetano Curreri, Saverio Grandi, Luca Longhini) - 4:31
3. La vita insegna a vivere (Roberto Ferri, Saverio Grandi, Maurizio Fabrizio) - 3:42
4. Tu sei diversa (Luca Madonia) - 4:03
5. Corre più di noi (Daniele Benati e Michele Ferrari) - 3:19
6. Quando non ci sarai (Marco Falagiani, Marco Carnesecchi) - 3:40
7. L'allenatore (Fortunato Zampaglione) - 3:34
8. Dovevi darmi retta (Mariella Nava) - 4:28
9. Tangenziale (Marco Falagiani, Marco Carnesecchi) - 3:58
10. Brucia il cuore (Roberto Ferri, Fio Zanotti, Claudio Guidetti) - 4:20
11. Cassius Clay (Marco Falagiani) - 5:30

## Formazione
- Gianni Morandi – voce
- Michael Landau, Massimo Varini – chitarra acustica ed elettrica
- Cesare Chiodo, Pino Saracini, Paolo Costa– basso
- Alfredo Golino, Lele Melotti – batteria
- Phil Palmer – chitarra elettrica, slide guitar
- Claudio Guidetti – chitarra acustica ed elettrica, chitarra a 12 corde, chitarra baritona, mandolino
- Michele Vanni – chitarra acustica, chitarra classica, chitarra a 12 corde
- Celso Valli – tastiera, programmazione, pianoforte, organo Hammond, Fender Rhodes, batteria elettronica, percussioni
- Giancarlo Di Maria – pianoforte, programmazione, tastiera, batteria elettronica, percussioni
- Marco Forni – tastiera, programmazione e pianoforte
- Michele Canova Iorfida – sintetizzatore, programmazione
- Luca Bignardi – batteria elettronica, programmazione, percussioni
- Leonardo Di Angilla – percussioni
- Barbara Ostini – viola
- Anton Berovsky – violino
- Enrico Guerzoni – violoncello
- Rudy Trevisi – sax
- Antonella Pepe, Silvio Pozzoli – cori